# Список прем'єр-міністрів Польщі
У Польщі, офіційною назвою прем'єра (глави уряду) з 1921 (тобто з моменту набуття чинності Березневою конституцією) є Голова Ради Міністрів. У 1917–1921 глава уряду офіційно називався «Президентом міністрів».

## Список

### Прем'єр-міністри II Речі Посполитої (1918–1939)
| Фото | Ім'я                                            | Термін початок    | Термін кінець     |
| ---- | ----------------------------------------------- | ----------------- | ----------------- |
|      | Єнджей Морачевський (Jędrzej Moraczewski)       | 18 листопада 1918 | 18 січня 1919     |
|      | Ігнацій Ян Падеревський (Ignacy Jan Paderewski) | 18 січня 1919     | 13 листопада 1919 |
|      | Леопольд Скульський (Leopold Skulski)           | 13 листопада 1919 | 27 червня 1920    |
|      | Владислав Грабський (Władysław Grabski)         | 27 червня 1920    | 24 липня 1920     |
|      | Вінцентій Вітос (Wincenty Witos)                | 24 липня 1920     | 19 вересня 1921   |
|      | Антоній Поніковський                            | 19 вересня 1921   | 28 червня 1922    |
|      | Артур Сливинський                               | 28 червня 1922    | 31 липня 1922     |
|      | Юліан Новак                                     | 31 липня 1922     | 16 грудня 1922    |
|      | Владислав Сікорський                            | 16 грудня 1922    | 28 травня 1923    |
|      | Вінцентій Вітос (Wincenty Witos)28 травня 1923  | 28 травня 1923    | 19 грудня 1923    |
|      | Владислав Грабський (Władysław Grabski)         | 19 грудня 1923    | 20 листопада 1925 |
|      | Александер Скшинський                           | 20 листопада 1925 | 10 травня 1926    |
|      | Вінцентій Вітос (Wincenty Witos)                | 10 травня 1926    | 14 травня 1926    |
|      | Казимир Бартель                                 | 15 травня 1926    | 30 вересня 1926   |
|      | Юзеф Пілсудський                                | 2 жовтня 1926     | 27 червня 1928    |
|      | Казимир Бартель                                 | 27 червня 1928    | 14 квітня 1929    |
|      | Казимир Світальський                            | 14 квітня 1929    | 29 грудня 1929    |
|      | Казимир Бартель                                 | 29 грудня 1929    | 29 березня 1930   |
|      | Валерій Славек                                  | 29 березня 1930   | 25 серпня 1930    |
|      | Юзеф Пілсудський                                | 25 серпня 1930    | 4 грудня 1930     |
|      | Валерій Славек                                  | 4 грудня 1930     | 27 травня 1931    |
|      | Александр Пристор                               | 27 травня 1931    | 10 травня 1933    |
|      | Януш Єнджеєвич                                  | 10 травня 1933    | 15 травня 1934    |
|      | Леон Козловський                                | 15 травня 1934    | 28 березня 1935   |
|      | Валерій Славек                                  | 28 березня 1935   | 13 жовтня 1935    |
|      | Маріян Зиндрам-Косцялковський                   | 13 жовтня 1935    | 15 травня 1936    |
|      | Феліціян Славой Складковський                   | 15 травня 1936    | 30 вересня 1939   |

### Прем'єр-міністри III Речі Посполитої (від1989)
| №  | Фото                       | Ім'я                                          | Термін                             | Партія                          |
| 1  |                            | Тадеуш Мазовецький (Tadeusz Mazowiecki)       | 1989 — 1991                        | Unia Demokratyczna              |
| -  |                            | Ян Ольшевський (Jan Ferdynand Olszewski)      | —                                  | Porozumienie Centrum            |
| 2  |                            | Ян Кшиштоф Белецький (Jan Krzysztof Bielecki) | 1991 — 1991                        | Kongres Liberalno-Demokratyczny |
| -  |                            | Броніслав Геремек (Bronisław Geremek)         | —                                  | Unia Demokratyczna              |
| 3  |                            | Ян Ольшевський (Jan Olszewski)                | 1991 — 1992                        | Porozumienie Centrum            |
| 4  |                            | Вальдемар Павляк (Waldemar Pawlak)            | 1992 — 1992                        | Польська селянська партія       |
| 5  |                            | Ганна Сухоцька (Hanna Suchocka)               | 1992 — 1993                        | Unia Demokratyczna              |
| 6  |                            | Вальдемар Павляк (Waldemar Pawlak)            | 1993 — 1995                        | Польська селянська партія       |
| 7  |                            | Юзеф Олекси (Józef Oleksy)                    | 7 березня 1995 — 7 лютого 1996     | Союз демократичних лівих сил    |
| 8  |                            | Влодзімеж Цімошевич (Włodzimierz Cimoszewicz) | 7 лютого 1996 — 31 жовтня 1997     | Союз демократичних лівих сил    |
| 9  |                            | Єжи Бузек (Jerzy Buzek)                       | 31 жовтня 1997 — 19 жовтня 2001    | Акція виборча Солідарність      |
| 10 |                            | Лешек Міллер (Leszek Miller)                  | 19 жовтня 2001 — 2 травня 2004     | Союз демократичних лівих сил    |
| 11 |                            | Марек Белька (Marek Belka)                    | 2 травня 2004 — 11 червня 2004     | Союз демократичних лівих сил    |
| -  | Марек Белька (Marek Belka) | 11 червня 2004 — 31 жовтня 2005               | Союз демократичних лівих сил       |                                 |
| 12 |                            | Казимир Марцинкевич (Kazimierz Marcinkiewicz) | 31 жовтня 2005 — 14 липня 2006     | Право і справедливість          |
| 13 |                            | Ярослав Качинський (Jarosław Kaczyński)       | 14 липня 2006 — 16 листопада 2007  | Право і справедливість          |
| 14 |                            | Дональд Туск (Donald Franciszek Tusk)         | 16 листопада 2007 —22 вересня 2014 | Громадянська платформа          |
| 15 |                            | Ева Копач (Ewa Bożena Kopacz)                 | 22 вересня 2014 —16 листопада 2015 | Громадянська платформа          |
| 16 |                            | Беата Шидло (Beata Maria Szydło)              | 16 листопада 2015 — 8 грудня 2017  | Право і справедливість          |
| 17 |                            | Матеуш Моравєцький (Mateusz Jakub Morawiecki) | 8 грудня 2017 — 11 грудня 2023     | Право і справедливість          |
| 18 |                            | Дональд Туск (Donald Franciszek Tusk)         | 11 грудня 2023 —                   | Громадянська платформа          |